# 평택경찰서
평택경찰서(平澤警察署, Pyeongtaek Police Station)는 경기도남부경찰청이 관할하는 경찰서 중 하나이다. 경기도 평택시 일대를 관할한다.경기도 평택시 중앙로 67(비전동)에 있다.
서장은 총경으로 보한다. 2028년에 평택북부경찰서가 개설되면 평택남부경찰서(가칭)으로 개칭할 예정이다.

## 관할 파출소 및 지구대
평택경찰서는 2개의 지구대와 13개의 파출소를 산하에 두고 있다.
| 명칭       | 사진 | 치안센터 사진 | 주소                 | 관할구역                                                                                    | 치안센터     |
| ---------- | ---- | ------------- | -------------------- | ------------------------------------------------------------------------------------------- | ------------ |
| 평택지구대 |      |               | 중앙1로 63 (비전동)  | 평택동, 합정동 일부, 비전동 일부, 군문동, 통복동, 신대동, 세교동, 지제동, 동삭동, 유천2·3동 | 성내치안센터 |
| 서정지구대 |      |               | 서정역로 34 (서정동) | 서정동, 장당동, 이충동, 장안동, 칠괴동, 모곡동, 도일동, 칠원동, 가재동                      |              |
| 팽성지구대 |      |               | 팽성읍 동서촌로 93   | 팽성읍                                                                                      |              |
| 진위파출소 |      |               | 진위면 경기대로 1856 | 진위면                                                                                      |              |
| 서탄파출소 |      |               | 서탄면 서탄로 280    | 서탄면                                                                                      |              |
| 포승파출소 |      |               | 포승읍 서동대로 1150 | 포승읍 일부                                                                                 |              |
| 비전파출소 |      |               | 평택5로 189 (비전동) | 비전동 일부, 죽백동 일부, 소사동, 용이동, 청룡동, 월곡동, 유천1동                           |              |
| 고덕파출소 |      |               | 고덕면 고덕로 297    | 고덕면                                                                                      |              |
| 송탄파출소 |      |               | 탄현로 331 (신장동)  | 신장1·2동, 지산동, 독곡동                                                                   |              |
| 안중파출소 |      |               | 안중읍 현화중앙길 71 | 안중읍                                                                                      |              |
| 현덕파출소 |      |               | 현덕면 안현로 144    | 현덕면                                                                                      |              |
| 청북파출소 |      |               | 청북읍 신포길 38     | 청북읍                                                                                      |              |
| 오성파출소 |      |               | 오성면 숙성시장길 71 | 오성면                                                                                      |              |
| 만호파출소 |      |               | 포승읍 평택항로 170  | 포승읍 일부                                                                                 |              |
| 신장파출소 |      |               | 신서로 65 (신장동)   | 신장동 일부                                                                                 |              |

## 같이 보기
- 경기도남부경찰청